# Andrew Simon Levey

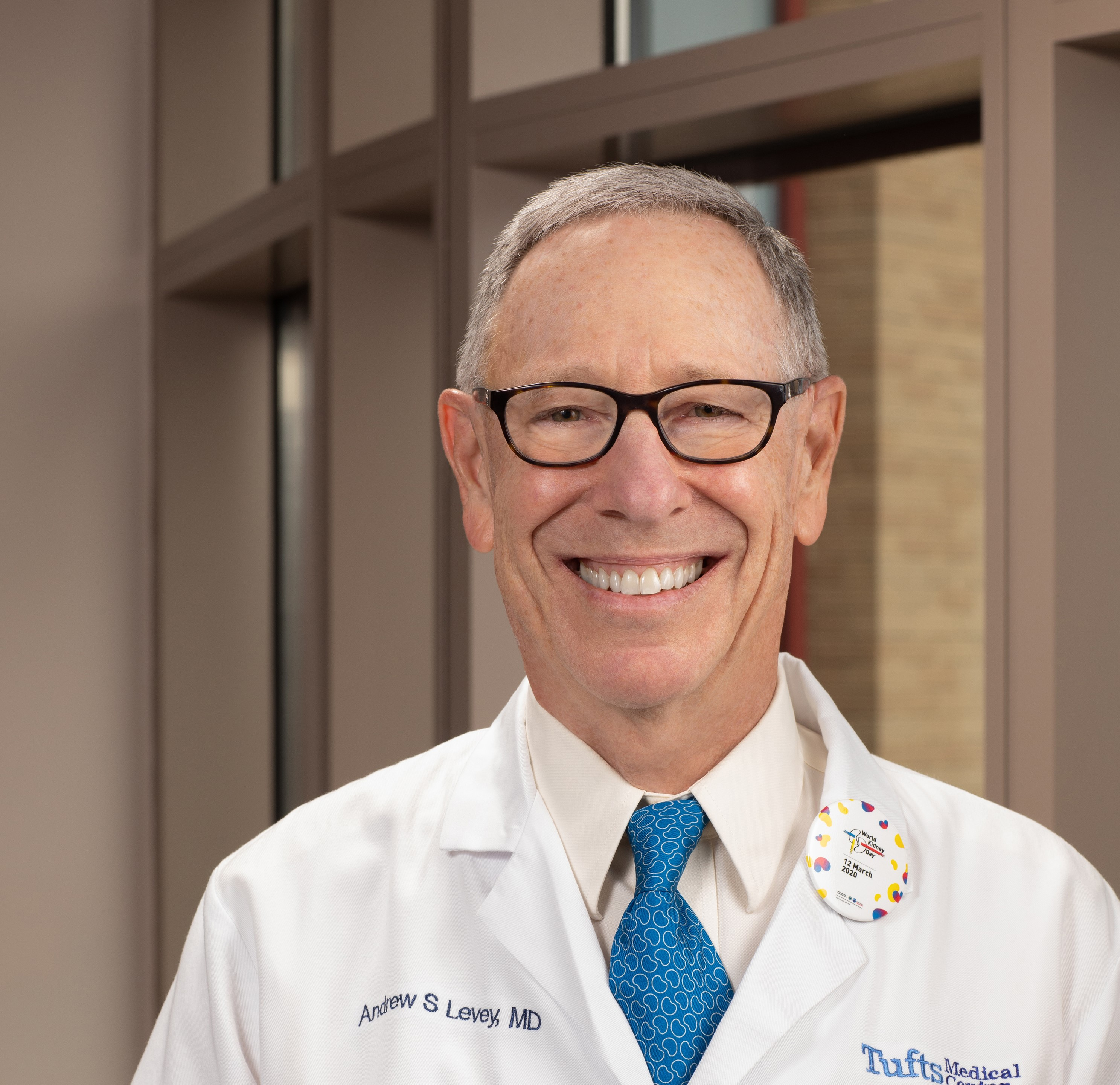
Andrew S. Levey, MD, 2021 im Tufts Medical Center

Andrew Simon Levey (* 16. September 1950) ist ein US-amerikanischer Nephrologe. Er bewirkte die weltweite Vereinheitlichung der Standardisierung und der Stadieneinteilung der akuten und chronischen Niereninsuffizienz. Große Bedeutung gewann er durch die Erforschung, die klinische Verwendung und die sozialmedizinische Beurteilung der Niereninsuffizienz. Levey und sein Team entwickelten seit 1989 mehrere Schätzformeln für die glomeruläre Filtrationsrate (GFR).

## Berufliche Laufbahn
Levey studierte an der University of Chicago; dort bekam er 1972 einen Bachelor of Arts in Biologie. 1976 wurde er Doktor der Medizin (MD) an der Boston University School of Medicine. 1994 bekam er an der Tufts University School of Medicine eine medizinische Professur. Von 1999 bis 2017 leitete er dort die nephrologische Klinik.

## Wissenschaftliche Bedeutung
Levey ist weltbekannt, weil er zahlreiche Schätzformeln für die filtrative Nierenfunktion entwickelte. Zusammen mit seiner Forschergruppe MDRD (Modification of Diet in Renal Disease) erstellte er die MDRD-Formeln. Außerdem leitete er die Chronic Kidney Disease Epidemiology Collaboration (CKD-EPI). Diese Experten sammelten in vielen Ländern Studien-Daten zur Nierenfunktion und entwarfen so mehrere GFR-Schätzformeln. Zur Entwicklung der Formeln benutzen sie die Laborwerte Serumkreatinin und Cystatin C sowie zusätzliche Informationen über Metabolite und Eiweiße im Blut.

## GFR-Schätzformeln

### MDRD-Formel von 1993
Seit 1989 wurde an einem großen Kollektiv von Patienten mit Nierenfunktionseinschränkung die Auswirkung einer proteinarmen Kost auf den Verlauf einer chronischen Nierenerkrankung untersucht (Modification of Diet in Renal Disease Study, MDRD-Studie). Zu Beginn der Studie wurden bei allen Studienteilnehmern das Serum-Kreatinin, die Kreatinin-Clearance und die glomeruläre Filtrationsrate (mittels [125I]-Iothalamat) bestimmt.
Die ursprünglichen Sechs-Variablen-MDRD-Formeln aus dem Jahr 1989 fragten nach Alter, Geschlecht, Hautfarbe, Kreatinin, Harnstoff und Albumin. Anhand der Daten von 1628 Studienteilnehmern wurden 1999 diese MDRD-Formeln weiterentwickelt. Man sprach jetzt von der vereinfachten MDRD-Formel, weil auf die Frage nach Albumin und Harnstoff verzichtet wurde. Die Einbeziehung der Hautfarbe berücksichtigt die erhöhte Muskelmasse von Afroamerikanern. Es gibt mehrere Varianten der vereinfachten MDRD-Formel. Als Standard hat sich die folgende Vier-Variablen-MDRD-Formel durchgesetzt, in die Alter, Geschlecht, Hautfarbe und Serum-Kreatinin eingehen (Angabe in exponentieller und in logarithmischer Schreibweise):
{\displaystyle {\begin{aligned}{\text{eGFR}}&=186\cdot {\text{SK}}^{-1{,}154}\times ({\text{Alter}})^{-0{,}203}\times (0{,}742{\text{ falls weiblich}})\times (1{,}210{\text{ falls schwarze Hautfarbe}})\\&=\exp(5{,}228-1{,}154\times \ln({\text{SK}})-0{,}203\cdot \ln({\text{Alter}})-(0{,}299{\text{ falls weiblich}})+(0{,}192{\text{ falls schwarze Hautfarbe}}))\end{aligned}}}
mit
- eGFR: geschätzte glomeruläre Filtrationsrate adjustiert für eine Standardkörperoberfläche von 1,73 m², Einheit: ml/min pro 1,73 m²
- SK: Serum-Kreatinin in mg/dl
- Alter: Alter in Jahren

Diese MDRD-Formeln, die inzwischen modifiziert wurden, benötigen keine Angabe des Körpergewichts und der Körpergröße, da sie die glomeruläre Filtrationsrate für eine standardisierte Körperoberfläche von 1,73 m² angeben. Die vereinfachte Formel ist bei Menschen mit moderater bis schwerer chronischer Einschränkung der Nierenfunktion genauer als die Cockcroft-Gault-Formel und als die Kreatinin-Clearance.

### CKD-EPI-Formel von 2009
Diese Formel wurde 2009 veröffentlicht und berücksichtigt die Einflussgrößen Alter, Hautfarbe, Geschlecht und Kreatininbereiche. Diese Formel wurde 2012 nochmals überarbeitet. Wurde bislang die MDRD-Formel zur Berechnung der GFR herangezogen, zeigen neue Daten, dass diese sogenannte CKD-EPI-Formel, insbesondere im Grenzbereich von gesunder Funktion und beginnender Niereninsuffizienz, noch zuverlässiger ist.
CKD-EPI nutzt die gleichen Parameter wie die MDRD-Formel, schätzt die GFR jedoch in höheren GFR-Bereichen besser, da unterschiedliche Kreatininbereiche berücksichtigt werden und außerdem hinsichtlich des Serum-Kreatinins zwischen Frauen (< / > 0,7 mg/dl) und Männern (< / > 0,9 mg/dl) differenziert wird. In den Insuffizienz-Stadien 3 bis 5 besteht jedoch kein wesentlicher Unterschied.
Bei allen Angaben der GFR sollte generell die Berechnungsmethode vom Labor angegeben werden, ebenso ein Hinweis auf eine eventuell erfolgte Normierung.
Die von Andrew Simon Levey et al. 2009 entwickelte CKD-EPI-Formel fragte nach dem Kreatininwert, nach dem Alter, nach dem Geschlecht und nach der Ethnie; sie lautet:
{\displaystyle {\text{eGFR}}=141\times \min({\text{SK}}/k,1)^{a}\times \max({\text{SK}}/k,1)^{-1{,}209}\times 0{,}993^{\text{Alter}}\times [1{,}018{\text{ falls weiblich}}]\times [1{,}159{\text{ falls schwarz}}]}
mit
- eGFR: geschätzte glomeruläre Filtrationsrate adjustiert für eine Standardkörperoberfläche von 1,73 m², Einheit: ml/min pro 1,73 m²
- SK: Serum-Kreatinin in mg/dl (IDMS-kalibriert, ID-MS = Isotopen-Verdünnungs-Massenspektrometrie (isotope dilution mass spectrometry))
- {\displaystyle k}: 0,7 (weiblich), 0,9 (männlich)
- {\displaystyle a}: −0,329 (weiblich), −0,411 (männlich)
- Es bedeuten min das Minimum von SK/k oder 1 und max das Maximum von SK/k oder 1, je nachdem, was kleiner beziehungsweise größer ist.

### CKD-EPI-Formel von 2021
Die neuere aktuelle CKD-EPI-Schätzformel für die glomeruläre Filtrationsrate aus dem Jahr 2021 verzichtet auf die Frage nach der Ethnie oder nach der Hautfarbe des Patienten. Sie soll die alten Formeln ersetzen.
{\displaystyle \mathrm {eGFR} =142\ \times \ \mathrm {\min(SCr/k,1)} ^{a}\ \times \ \mathrm {\max(SCr/k,1)} ^{-1.200}\ \times \ 0.9938^{\text{Age}}\ \times {\text{[1.012 if Female]}}\ }
- Für Frauen ist der Wert α = −0,241 und für Männer der Wert α = −0,302 einzusetzen.
- Es bedeuten min das Minimum von Scr/k oder 1 und max das Maximum von Scr/k oder 1, je nachdem, was kleiner beziehungsweise größer ist.
- e ist die Abkürzung für estimation = Schätzung.
- Scr ist das Serumkreatinin.
- k ist ein Korrekturfaktur mit k = 0,7 für Frauen und k = 0,9 für Männer.
- Der Exponent Age steht für das Lebensalter des Patienten.
- Der Klammerfaktor [if Female] ist nur bei weiblichen Probanden zu verwenden.

## Kritik
Alle diese GFR-Schätzformeln von Levey und seinen Mitarbeitern sind nicht auf die übliche Standard-Körperoberfläche 1,73 m² von gesunden erwachsenen Amerikanern aus dem Jahre 1926 normiert. Denn das Laboratorium weiß nicht, ob der Patient ein kleiner Gesunder oder ein großer Kranker ist, weil in den Formeln weder nach der Körpergröße noch nach dem Körpergewicht gefragt wird. Deswegen ist für Vergleichszwecke und zur Stadieneinteilung die geschätzte GFR nach der Formel GFR × (1,73 m²/KOF) zu normieren. Dabei ist KOF die Körperoberfläche des Patienten, angegeben in Quadratmetern.
Genauso fragte Levey bei der Formelerstellung, nicht aber bei der Formelverwendung nach dem Serumspiegel von Cystatin C. – In einer Arbeitsgruppe hat Levey untersucht, ob cystatinbasierte Schätzformeln bei einer Herzinsuffizienz bessere Ergebnisse als kreatininbasierte Schätzformeln liefern. Man konnte keine Unterschiede feststellen: „In heart failure where aberrations in body composition are common, eGFRcys, like eGFRcr, may not provide accurate GFR estimations and results should be interpreted cautiously.“ Die untersuchten Schätzformeln lieferten beim Kardiorenalsyndrom, also bei den extrarenalen Nierensyndromen nach Wilhelm Nonnenbruch, keine zuverlässigen Ergebnisse.
Der von Levey verwendete Begriff der Standardisierung auf eine Körperoberfläche von 1,73 m² bezieht sich auf die Formelerstellung; der Begriff der erforderlichen Normierung auf eine Körperoberfläche von 1,73 m² bezieht sich dagegen auf die Formelverwendung. Diesen Sachverhalt hat Levey nicht verstanden, wenn er schreibt: "Drug dosing should be based on GFR estimates without surface area adjustment. The difference between adjusted and unadjusted GFR is largest for individuals with body size substantially different from 1.73 m² (children, obese, and very large or small adults). Cockcroft-Gault equation provides unadjusted creatinine clearance; and MDRD Study equation provides adjusted GFR."
In Leveys Originalarbeiten finden sich mehrere eklatante Rechenfehler; nur ein Beispiel: 0,38 (ml/sec²)/m² = 39,8 ml/min per 1,73 m². Hier bleibt zumindest der Zusammenhang zwischen Minuten und Quadratsekunden fragwürdig.
Die Maßeinheit der GFR ist (unabhängig von einer Standardisierung oder von einer Normierung) ml/min und nicht ml/min/1,73 m².

## Einschränkungen
Die GFR-Kurzformel wurde für Normalpatienten und für Patienten mit einer nur leichten Niereninsuffizienzen nicht evaluiert. Der klinische Wert der MDRD-Formel bei Nierengesunden ist nicht geklärt. Eine Anwendung bei hospitalisierten Patienten, bei Schwangeren und bei extremer Muskelmasse (Bodybuilder) wird nicht empfohlen. Die Formel ist unzureichend validiert bei diabetischen Patienten, nach einer Nierentransplantation, bei einer Immunsuppression und bei Personen über 70 Jahren. Außerdem soll in den folgenden Situationen die MDRD-Formel nicht benutzt werden (Levey 2003): Kinder, extreme Körperlänge, Übergewicht, Unterernährung, Skelettmuskelerkrankungen, Vegetarier, Paraplegie beziehungsweise Quadriplegie, bei einer sich schnell verändernden Nierenfunktion und für die Dosisberechnung von toxischen Medikamenten. Auch bei Menschen mit besonders
hoher oder niedriger Kreatin-Zufuhr mit der Nahrung sind Leveys Schätzformeln nicht zuverlässig. Auch bei Personen mit Amputation von Gliedmaßen sind die Schätzformeln nicht anzuwenden.
Bei einem extremen (absoluten oder relativen) Flüssigkeitsmangel (Exsikkose, Dehydrierung) kommt es kompensatorisch zu einer Steigerung der tubulären Rückresorption mit dem Ergebnis einer Oligurie oder sogar einer Anurie. Kreatinin ist nur bei ausreichend hydrierten Patienten ohne eine Herzkrankheit und ohne eine Herzinsuffizienz zur Bestimmung der GFR geeignet. Denn bei den Extrarenalsyndromen wird Kreatinin wie alle anderen harnfähigen Stoffe tubulär rückresorbiert. Bei diesen Patienten muss Cystatin C als Parameter verwendet werden. Cystatin C wird auch tubulär vollständig rückresorbiert, aber in den Nierenkanälchen abgebaut und erscheint deswegen nicht wieder im Plasma. Leveys Schätzformeln fragen jedoch nicht nach Cystatin C und liefern deshalb auch beim kardiorenalen Syndrom, beim hepatorenalen Syndrom und beim pulmorenalen Syndrom falsche Ergebnisse.
Für Kinder sind Leveys Schätzformeln nicht entwickelt worden. Für Frühgeburten, Säuglinge und Kleinkinder, aber auch für ältere Kinder und Jugendliche sind sie deshalb ungeeignet. Außerdem existieren keine GFR-Normalwert-Tabellen für gesunde und kranke Kinder.

## Werdegang
Levey gilt heute als Autorität für Richtlinien auf dem Gebiet der Nierenkrankheiten. Er war Chairman der Clinical Practice Guideline Workgroup on “Chronic Kidney Disease: Evaluation, Classification and Risk Stratification” innerhalb der U.S. National Kidney Foundation Kidney Disease Outcome Quality Initiative (KDOQI).
Die Empfehlungen dieser Forschergruppe veränderten weltweit die Definition und die Stadieneinteilung der Niereninsuffizienz. Ihre Richtlinien wurden in mehr als 10.000 Forschungsarbeiten zitiert. Levey leitete mehrere Arbeitsgruppen in der KDOQI; die Richtlinien der Kidney Disease Improving Global Outcomes (KDIGO) verbesserten das Verständnis und die Behandlung der chronischen Niereninsuffizienz und der akuten Niereninsuffizienz sowie der arteriellen Hypertonie. Auch die Evaluation der Lebendnierenspender konnte verbessert werden. Levey bemühte sich des Weiteren um eine einheitliche Nomenklatur in der Nephrologie.
Levey war Gründungsmitglied des Chronic Kidney Disease Prognosis Consortium (CKDPC), welches mehr als 80 Patientengruppen mit mehr als 10.000.000 Teilnehmern umfasst. So konnten zahlreiche Richtlinien und Arbeitsanweisungen erarbeitet werden.
Außerdem leitete Levey die U.S. National Kidney Foundation task force on cardiovascular disease in chronic kidney disease. Die Ergebnisse dieser Arbeitsgruppe führten dazu, dass die American Heart Association die chronische Niereninsuffizienz als einen Risikofaktor für Herz-Kreislauf-Krankheiten anerkannte.
Er war einer der Vorsitzenden des U.S. Centers for Disease Control and Prevention expert panel to develop comprehensive public health strategies for preventing the development, progression, and complications of CKD. Auch leitete er wissenschaftliche Arbeitskreise, die von der U.S. National Kidney Foundation in Zusammenarbeit mit der U.S. Food and Drug Administration und der European Medicines Association for the evaluation of Renal function as surrogate endpoints for clinical trials of kidney disease progression gefördert wurden.
Von 2007 bis 2016 war er editor-in-chief des American Journal of Kidney Diseases; diese Fachzeitschrift ist das offizielle Organ der U.S. National Kidney Foundation.

## Auszeichnungen
- Tufts University School of Medicine: Dean’s Award for Excellence in Teaching (1986), Gerald J. and Dorothy R. Friedman Professor of Medicine (1999), Distinguished Faculty Award (2004), Gerald J. and Dorothy R. Friedman Professor of Medicine Emeritus (2017), Zucker Family Prize for Research (2019)
- Tufts University: Faculty Recognition Award (1999)
- Boston University School of Medicine: Distinguished Alumnus (2013)
- National Kidney Foundation: President’s Award (1998), Garabed Eknoyan Award (2002) and David M. Hume Award (2012)
- American Society of Nephrology: Belding H. Scribner Award (2013)
- Association of American Physicians: Member (2016)
- European Renal Association/European Dialysis and Transplant Association: Honorary Membership (2020)
- Web of Science High Cited Researcher: Thomson Reuters and Clarivate Analytics (2014–2021)

## Familie
Levey ist mit der Ärztin Roberta Falke verheiratet; sie haben einen Sohn. Levey spendete 2009 seiner Ehefrau eine seiner Nieren im Rahmen eines Ringtausches (so genannte Ringspende in einem Tauschring), an dem drei Paare beteiligt waren.